# Sofiane Feghouli
Sofiane Feghouli (arabiska: سفيان فغولي ), född 26 december 1989, är en algerisk-fransk fotbollsspelare som spelar för det algeriska landslaget. Han spelar främst som offensiv mittfältare.

## Karriär
Den 30 november 2022 värvades Feghouli av turkiska Fatih Karagümrük, där han skrev på ett 1,5-årskontrakt.